# Seravezza
Seravezza är en ort och kommun i provinsen Lucca i regionen Toscana i Italien. Kommunen hade 12 830 invånare (2018).